# Микільська церква (Мальчевсько-Полненська)
Микільська церква (рос. Никольская церковь) — втрачений православний храм в слободі Мальчевсько-Полненській, Міллеровський район, Ростовська область. Є об'єктом культурної спадщини Ростовської області .

## Історія
Перша дерев'яна церква в слободі побудована в кінці XVIII століття і згоріла в 1803 році. У 1822 році на кошти військових старшин Петра і Михайла Мальчевських побудований новий храм з дзвіницею (напівкам'яні з дерев'яним верхом). Нова кам'яна однопрестольна церква Миколи Чудотворця побудована в слободі в 1902 році. У 1907 році розширені її бічні приділи; в 1911 році побудована церковна караулка.
Церква пережила революцію і громадянську війну. У 1938 році закривалася, але в роки Другої світової війни знову почала працювати. Служби в ній тривали до 1960 року, коли настали хрущовські часи. Храм був закритий та в 1966 році зруйнований. Довгий час церква перебувала в руїнах.
Будівлю церкви було передано колгоспу ім. Калініна. Багато церковного начиння перевезено в діючий Миколаївський молитовний будинок селища Чертково. Будівля церкви використовувалося для зберігання колгоспного зерна. У червні 2011 року розпочався збір коштів на відновлення храму, яке почалося з ремонту куполу. За даними на 2017 рік відновлення ще не було завершено. Триває збір коштів на ремонт .
За даними краєзнавця П. А. Пономарьова, «у Міллеровському районі закриття церков і вилучення церковних цінностей розтягнулося на довгі роки. Останніми закрили Івано-Богословську церкву в слободі Титовці і Миколаївську в слободі Мальчевсько-Полненській».